# Мусон
Мусони — стійкі вітри нижнього шару тропосфери, що протилежно змінюють свій напрямок двічі на рік. Зимовий мусон має напрямок з суходолу на море, літній — з моря на суходіл. Характерні райони мусонів — східні узбережжя материків, а також тропічні широти північної півкулі.

## Поширення

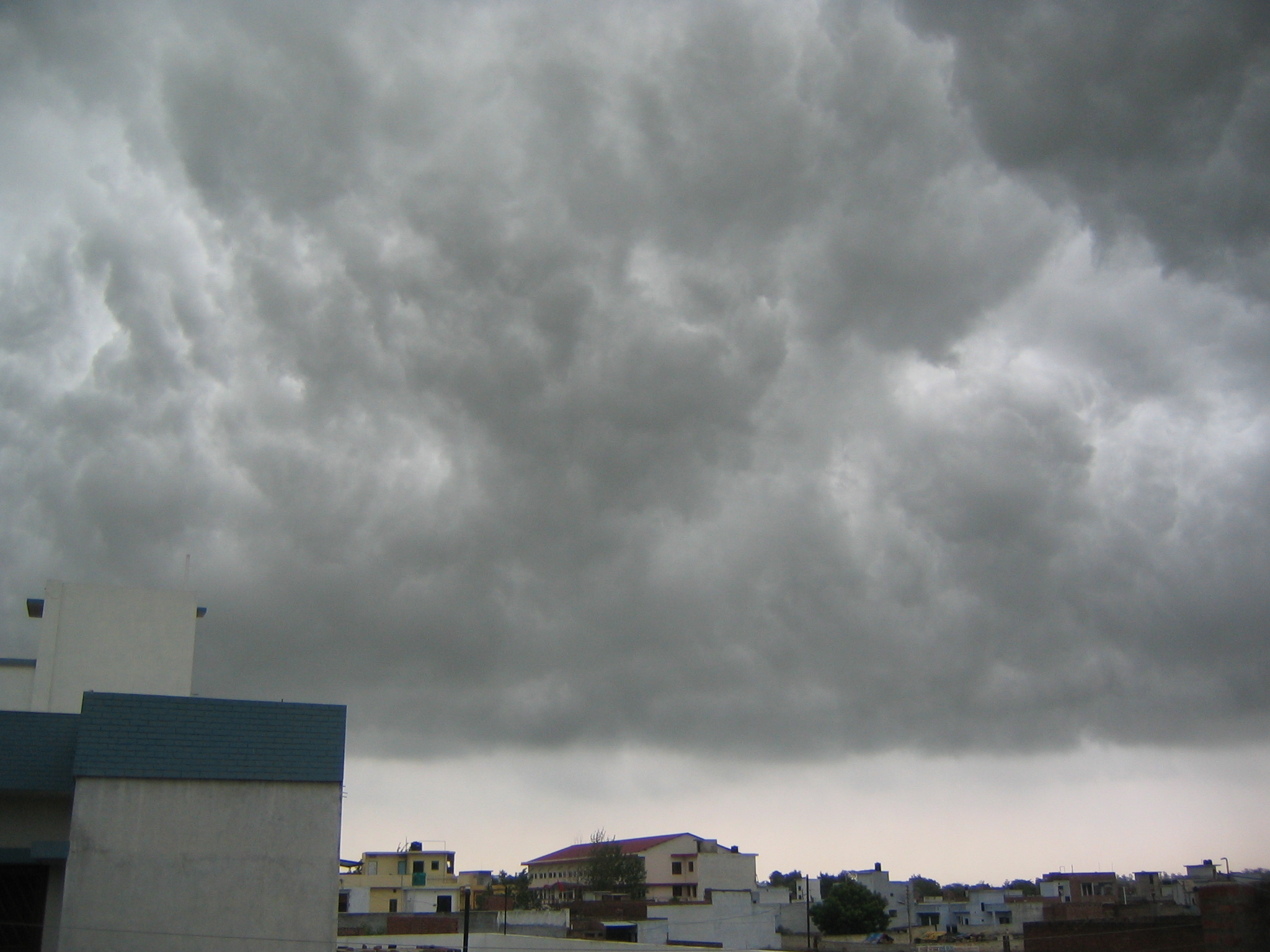
Мусонні хмари над Лакхнау, Індія

Найбільшу стійкість і швидкість вітру мусони мають у деяких районах тропіків (особливо в екваторіальній Африці, країнах Південної й Південно-Східної Азії й у Південній півкулі аж до північних частин Мадагаскару й Австралії). У слабкішій формі й на обмежених територіях мусони з'являються й у субтропічних широтах (зокрема на півдні Середземного моря й у Північній Африці, в області Мексиканської затоки, на сході Азії, у Південній Америці, на півдні Африки й Австралії). Мусони відзначаються й у деяких районах середніх і високих широт (наприклад, на Далекому Сході, на півдні Аляски, по північній окраїні Євразії). На низці територій намічається лише тенденція до утворення мусону, наприклад, сезонна зміна переважних напрямків вітру, але останні характеризуються меншою сезонною стійкістю.

## Утворення
Мусонні повітряні течії, як і всі прояви загальної циркуляції атмосфери, обумовлені розташуванням і взаємодією областей низького й високого атмосферного тиску (циклонів й антициклонів). Специфіка полягає в тому, що при мусонах взаємне розташування цих областей зберігається тривалий час (протягом цілого сезону року), порушення цього розташування відповідають перебоям мусону. В тих районах Землі, де циклони й антициклони характеризуються швидким переміщенням і частою зміною, мусони не виникають. Вертикальна потужність мусонних течій у тропіках становить улітку 5-7 км, узимку — 2-4 км, вище спостерігається загальний перенос повітря, властивий відповідним широтам (східний — у тропіках, західний — у більш високих широтах).
Основною причиною мусону є сезонні переміщення областей атмосферного тиску й вітру, пов'язані зі змінами в надходженні сонячної радіації й, як наслідок цього, — з розходженнями теплового режиму на поверхні Землі. Від січня до липня області зниженого атмосферного тиску поблизу екватора й полюсів, а також дві зони субтропічних антициклонів у кожній півкулі зміщаються до півночі, а від липня до січня — до півдня. Разом із цими планетарними зонами атмосферного тиску переміщаються й пов'язані з ними зони вітрів, що також мають глобальні розміри, — екваторіальна зона західних вітрів, східні переноси в тропіках (пасати), західні вітри помірних широт. Мусони спостерігаються в тих місцях Землі, які протягом одного із сезонів розташовані усередині однієї такої зони, а в протилежний сезон року — усередині сусідньої й де, крім того, режим вітру протягом сезону досить стійкий. Таким чином, розподіл мусонів загалом обумовлений законами географічної зональності.
Інша причина утворення мусонів — нерівномірне нагрівання (і охолодження) моря й великих масивів суші. Наприклад, над територією Азії взимку є тенденція до більшої повторюваності антициклонів, а влітку — циклонів, на противагу водам океанів, що примикають до цих масивів. Завдяки наявності величезного материка на півночі екваторіальні західні вітри в басейні Індійського океану влітку проникають далеко в Південну Азію, формуючи літній південно-західний мусон Узимку ці вітри поступаються місцем північно-східному пасату (зимовому мусону). У позатропічних широтах, завдяки стійким зимовим антициклонам і літнім циклонам над Азією, мусони спостерігаються й на Далекому Сході Росії (літній — південний і південно-східний, зимовий — північний і північно-західний) і на північній окраїні Євразії (улітку перевага північно-східного, узимку — південного й південно-західного вітрів).